# Ceratocampinae
Ceratocampinae là một phân họ bướm đêm thuộc họ Saturniidae.

## Các chi
Phân họ này có các chi:
| - Adelocephala Herrich-Schäffer, 1854 - Adeloneivaia Travassos, 1940 - Adelowalkeria Travassos, 1941 - Almeidella Oiticica, 1946 - Anisota Hübner, 1820 - Ceratesa Michener, 1949 - Ceropoda Michener, 1949 - Cicia Oiticica, 1964 - Citheronia Hübner, 1819 - Citheronula Michener, 1949 - Dacunju Travassos & Noronha, 1965 - Dryocampa Harris, 1833 - Eacles Hübner, 1819 - Giagomellia Bouvier, 1930 | - Megaceresa Michener, 1949 - Neorcarnegia Draudt, 1930 - Oiticicia Michener, 1949 - Procitheronia Michener, 1949 - Psigida Oiticica, 1959 - Psilopygida Michener, 1949 - Psilopygoides Michener, 1949 - Ptiloscola Michener, 1949 - Rachesa Michener, 1949 - Schausiella Bouvier, 1930 - Scolesa Michener, 1949 - Sphingicampa Walsh, 1864 - Syssphinx Hübner, 1819 |

## Hình ảnh

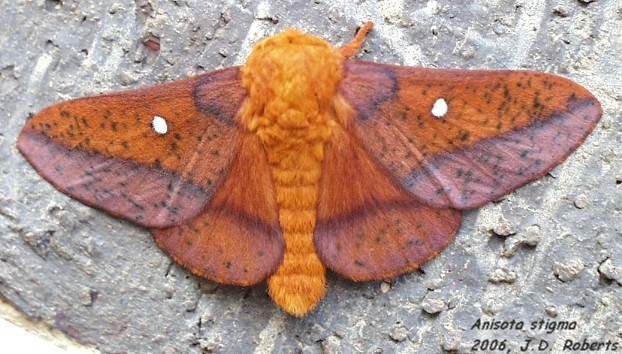
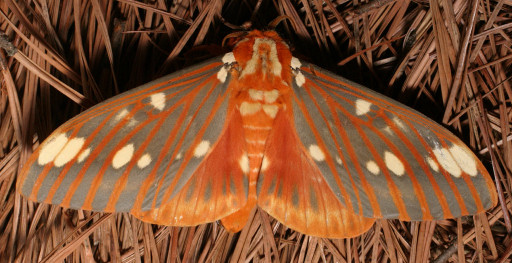
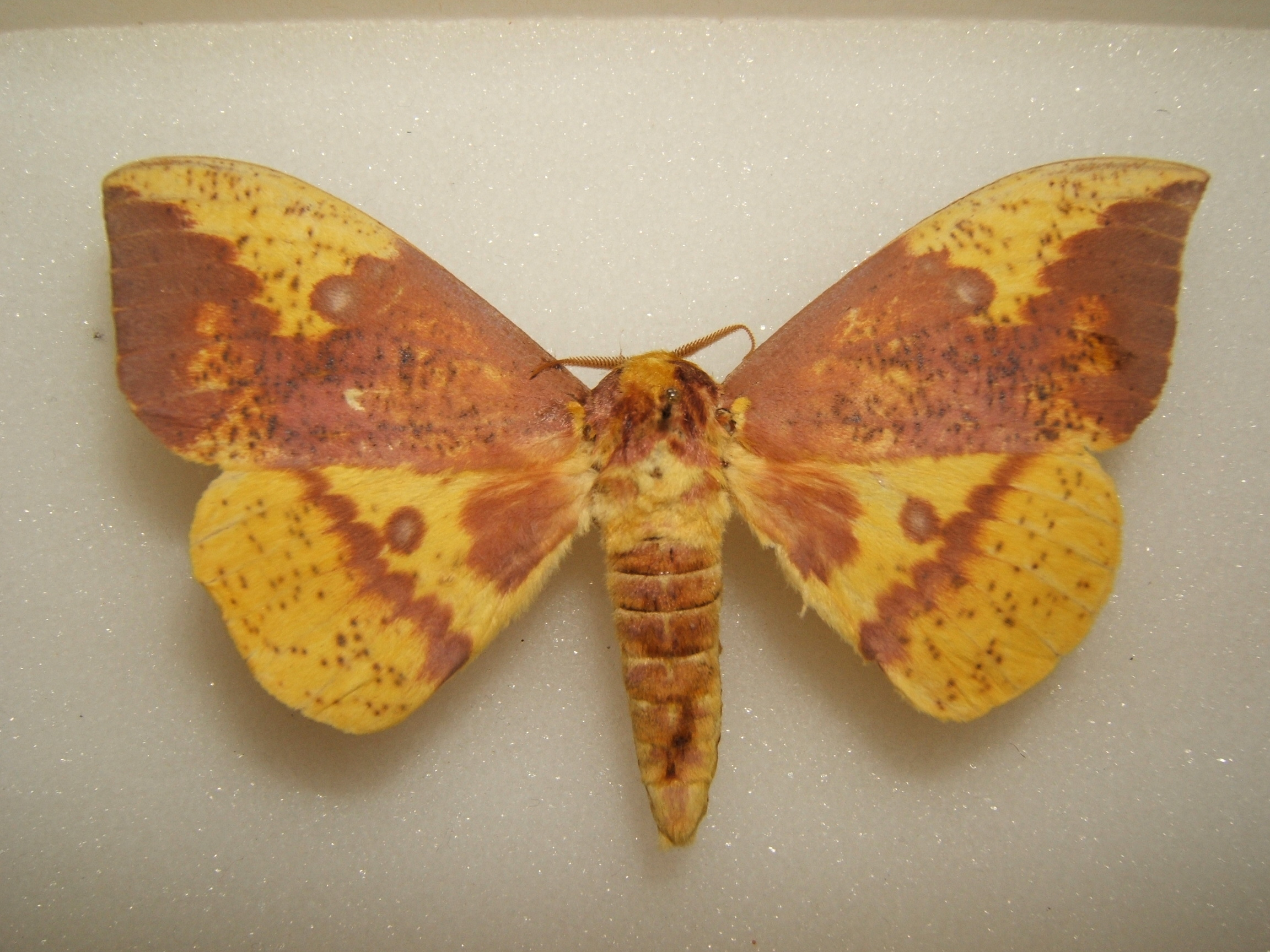